# Trude Krautheimer-Hess

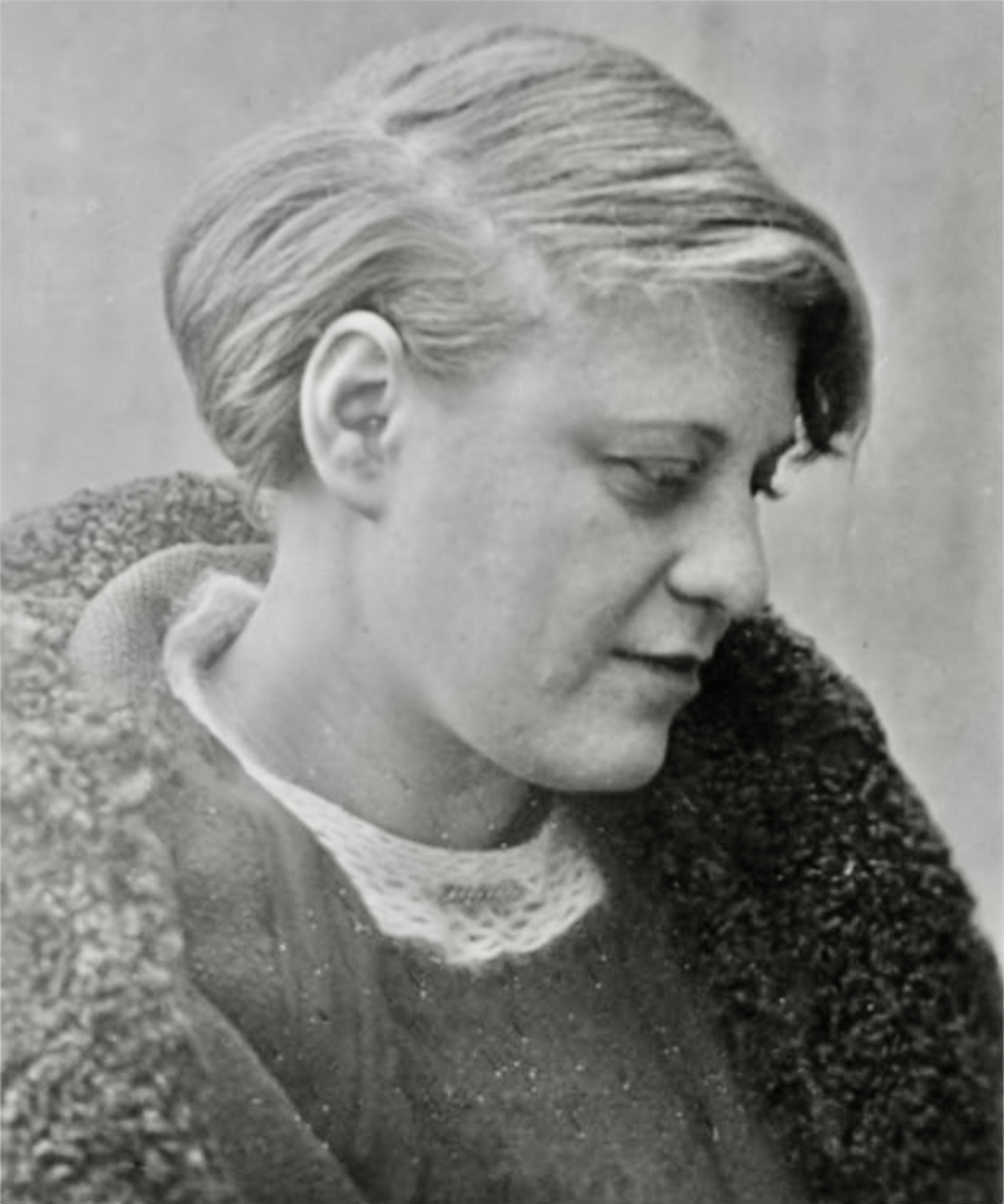
Die 22-jährige Trude Hess, ca. 1924

Trude Krautheimer-Hess (geboren als Trude Hess am 11. Februar 1902 in Erfurt; gestorben am 12. September 1987 in Rom) war eine deutsch-amerikanische Kunsthistorikerin und Kunstsammlerin.

## Familie
Trude Hess entstammte einer wohlhabenden jüdischen Erfurter Industriellenfamilie. Ihr Vater war der Schuhfabrikant Georg Hess (geboren am 20. Oktober 1868 in Berkach, Landkreis Meiningen, Herzogtum Sachsen-Meiningen; ermordet am 30. April 1943 im Vernichtungslager Sobibór), ihre Mutter Frieda Hess, geb. Heilbronner (geboren am 21. November 1880 in Augsburg; gestorben am 25. September 1942 in Amsterdam), die beide Opfer des Holocausts wurden. Ihre Mutter beging Suizid durch Vergiftung aus Angst vor der bevorstehenden Deportation.
Durch ihren Cousin, den Industriellen Alfred Hess, einen bedeutenden Sammler expressionistischer Kunstwerke, kam sie sehr früh mit Kunst und Kunsthistorikern in Berührung. Dessen Sohn, ihr Großcousin Hans Hess, wurde ebenfalls Kunsthistoriker. Von Alfred Hess erbte sie Ende 1931 mehrere Gemälde, darunter zwei Bilder Emil Noldes.
Trude Hess heiratete im März 1924 den Kunsthistoriker Richard Krautheimer, den sie während des Winters 1923/24 beim Preußischen Denkmaldienst in Erfurt kennengelernt hatte. Mit ihm zusammen reiste sie anderthalb Jahre durch Italien, eine kombinierte Hochzeits- und Studienreise, von den Eltern finanziert. Gemeinsam mit ihrem Mann lernte sie dabei Bari, Bologna, Florenz, Mailand, Neapel, Palermo, Siena und Venedig kennen; ab November 1924 hielten sie sich acht Monate lang in Rom auf. Das Ehepaar blieb kinderlos. In Deutschland lebten beide zunächst in Marburg, wo Richard Krautheimer an der Universität lehrte. Bis 1933 unternahmen sie zusammen Reisen nach Frankreich, Griechenland, Italien und die Türkei.
Im August 1933 emigrierte sie mit ihrem Mann zunächst nach Rom und im Dezember 1935 über Cherbourg in die USA, wo sie zunächst in Louisville, ab 1937 in Poughkeepsie und ab 1952 in New York lebten, wo Richard Krautheimer jeweils als Professor lehrte. Im Jahr 1971 übersiedelten sie nach Rom.

## Studium
Trude Hess studierte Kunstgeschichte an der Universität Jena, an der Universität Frankfurt am Main und an der Universität Berlin. Am 1. Juni 1927 reichte sie ihre Dissertation Die figurale Plastik der Ostlombardei von 1100 bis 1178 bei Rudolf Kautzsch ein, im Folgejahr wurde sie am Kunstgeschichtlichen Institut in Frankfurt am Main zum Doctor philosophiae (Dr. phil.) promoviert, Zweitgutachter war der Historiker Fedor Schneider. An der Aussprache waren der Archäologe Friedrich Drexel und der Historiker Walter Platzhoff beteiligt.

## Wirken
Trude Krautheimer unterstützte ihren Ehemann bei seinen Forschungen, insbesondere zu dem Architekten Lorenzo Ghiberti, von August 1933 an in Italien, nach der Emigration in die USA ab Januar 1936 im US-Bundesstaat Kentucky, wo ihr Ehemann an der University of Louisville lehrte und forschte, später im US-Bundesstaat New York, wo ihr Ehemann am Vassar College beschäftigt war. Ihr eigener Wunsch, ebenfalls dort lehren zu können, erfüllte sich jedoch nicht. Bis 1938 verbrachte das Ehepaar jeden Sommer in Rom, während sie durch den NS-Staat expatriiert wurden. 1942 meldete sie sich als Freiwillige für den Sanitätsdienst beim American Red Cross Nursing Service. Im darauffolgenden Jahr wurde sie mit ihrem Ehemann eingebürgert.
Nach Kriegsende konnte sie wieder an die Forschungen zu Ghiberti anknüpfen und verfasste dazu gemeinsam mit ihrem Ehemann ein 1954 fertiggestelltes Manuskript, das im Jahr 1956 als Buch erschien, 1970 und 1982 neu aufgelegt wurde. Während der 1940er und 1950er Jahre publizierte sie im Art Bulletin und im The Burlington Magazine.

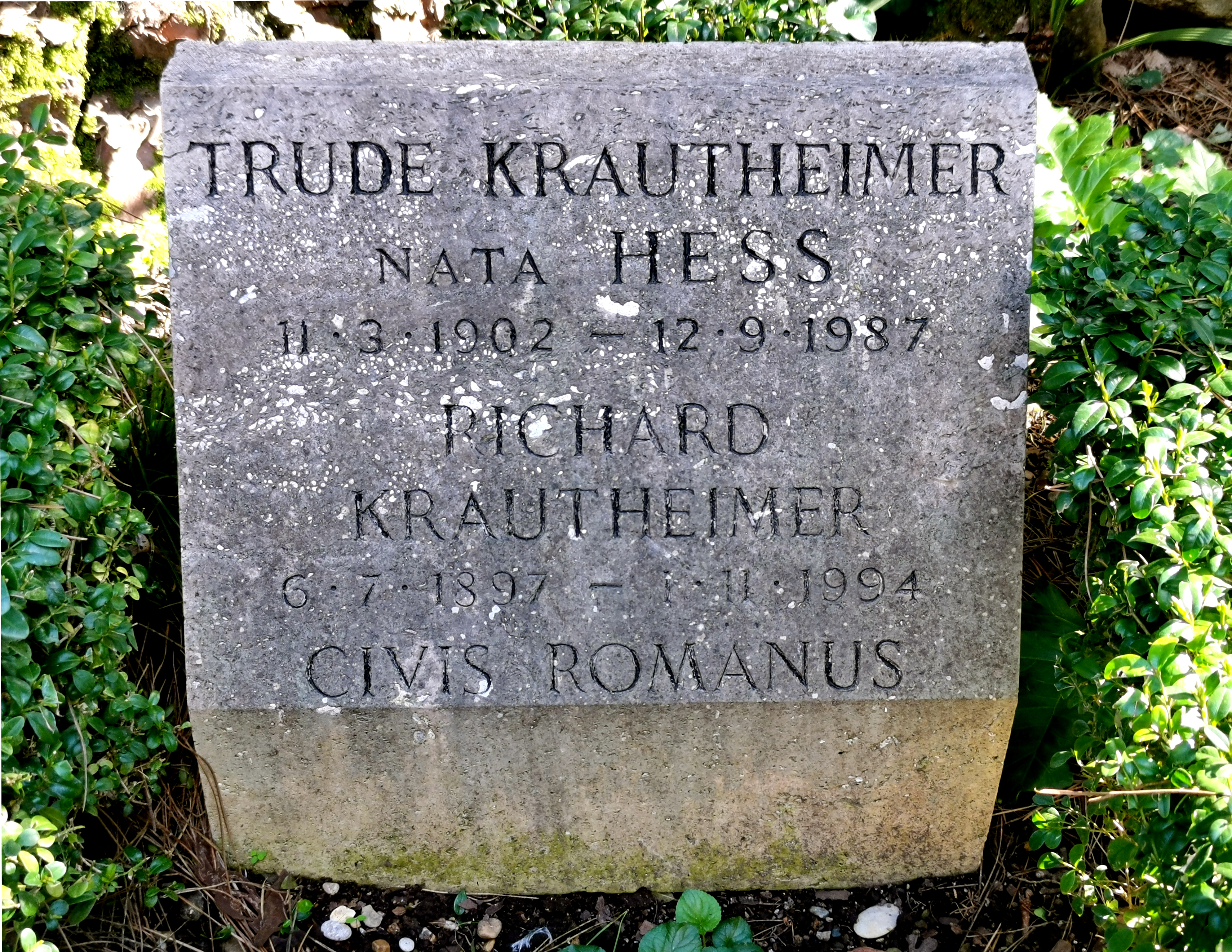
Grab auf dem Nichtkatholischen (Protestantischen) Friedhof Rom

Während der 1950er und 1960er Jahre legte sie eine bedeutende Sammlung von Handzeichnungen italienischer Künstler an, die im Jahr 1966 im Duke University Art Museum der Duke University in Durham, North Carolina, ausgestellt wurde. Der Kunsthistoriker Walter Cahn (1933–2020) bescheinigte Krautheimer-Hess für ihre Forschungen über norditalienische Skulpturen eine herausragende Arbeit.
Im Frühsommer 1971 zog sie mit ihrem Mann in den Palazzo Zuccari in Rom, Sitz der Bibliotheca Hertziana (Max-Planck-Instituts für Kunstgeschichte).
Trude Krautheimer-Hess verstarb im Alter von 85 Jahren und wurde in Rom auf dem protestantischen Cimitero Acattolico an der Cestius-Pyramide beigesetzt, sieben Jahre später auch ihr Ehemann.
1996 wurde Krautheimer-Hess’ Kunstsammlung versteigert.

## Veröffentlichungen
- Die figurale Plastik der Ostlombardei von 1100–1178. In: Marburger Jahrbuch für Kunstwissenschaft. Band 4, 1928, S. 231–307.
- Due sculture in legno del XIII sec. in Brindisi. In: L’ arte, NS 4 = 36, 1933, S. 18–29.
- The original Porta dei Mesi at Ferrara and the art of Niccolo. In: Art Bulletin, Band 26, 1944, S. 152–174.
- mit Richard Krautheimer: Lorenzo Ghiberti. Princeton University Press, Princeton, NJ 1956; revised editions 1970, 1982.
- Excavations at San Lorenzo f.l.m. in Rome, 1957. In: American Journal of Archaeology, Band 62, 1958, S. 379–382.
- Sheet of Sketches by Guido Reni. In: The Burlington Magazine, Nr. 104, 1962, S. 384–387, 500.
- More Ghibertia. In: Art Bulletin, Band 46, 1964, S. 307–321.

## Nachlass
Die Bibliotheca Hertziana (Max-Planck-Institut für Kunstgeschichte) besitzt den Nachlass von Richard Krautheimer, in dem sich auch Unterlagen zu und von Trude Krautheimer-Hess befinden.